# Novîi Kremenciuk, Krîvîi Rih
Novîi Kremenciuk (în ucraineană Новий Кременчук) este un sat în comuna Heikivka din raionul Krîvîi Rih, regiunea Dnipropetrovsk, Ucraina.

## Demografie
Componența lingvistică a localității Novîi Kremenciuk
     Ucraineană (89,84%)
     Rusă (8,98%)
     Belarusă (1,17%)
Conform recensământului din 2001, majoritatea populației localității Novîi Kremenciuk era vorbitoare de ucraineană (89,84%), existând în minoritate și vorbitori de rusă (8,98%) și belarusă (1,17%).